# Ask.fm
Pour les articles homonymes, voir ASK.
Ask.fm est un réseau social avec lequel les utilisateurs peuvent recevoir des questions de la part d'autres utilisateurs identifiés ou d'utilisateurs anonymes. Le site a ouvert le 16 juin 2011 et a fermé le 01 décembre 2024. Il comptait environ 131 millions d'utilisateurs.

## Historique
Ask.fm a été fondé le 16 juin 2011 en Lettonie dans le but de concurrencer Formspring. Le site a depuis dépassé son concurrent quant au trafic international généré,. Cependant il faudra attendre l'année 2013, pour que ce réseau social gagne en notoriété dans le monde notamment auprès des adolescents. 
Ask.fm a officiellement fermé son site et son application le 01 décembre 2024 après un communiqué auprès de ses utilisateurs leur demandant de télécharger leurs données avant la date butoir. En effet, ask a fermé ses portes en raison de l'inactivité grandissante du réseau.

## Critiques
Mi-2013, le site fait l'objet de plusieurs articles dans les journaux internationaux en raison de faits de cyber-harcèlement qui semblent avoir conduit à des suicides. Cette médiatisation fait écho à de nombreux messages haineux anonymes et aux suicides qui seraient la conséquence de cette forme de harcèlement. Le site a été alors critiqué pour ne pas posséder de système efficace de rapport de messages offensants et de tracement de leurs auteurs, ainsi que de ne pas avoir de contrôle parental, comme c'est devenu la norme sur d'autres réseaux sociaux.
Le site a répondu à ces allégations en affirmant avoir un système de rapport des messages et employer des modérateurs pour combattre le cyber-harcèlement. Il modèrerait ainsi les « contenus sexuellement explicites ». Pourtant, aucun commentaire n'a jamais été supprimé, même lorsqu'il s'agissait de menaces explicites. C'est la principale source de critiques du site.
Le site propose à ses utilisateurs des conseils de sécurité, et des indications pour se comporter de façon intelligente et responsable sur Ask.fm.

### En Angleterre
Le 6 août 2013, les médias rapportèrent le suicide de Hannah Smith, une fille de 14 ans vivant dans le Leicestershire. Son père accusa le site d'être responsable du suicide de sa fille, en raison des messages d'intimidation prétendument reçus. Il appela alors à des contrôles plus stricts pour les réseaux sociaux comme Ask.fm, en s'appuyant sur les messages reçus par sa fille et en affirmant que la possibilité d'envoyer des messages de façon anonyme était une erreur,. Les appels de la famille contre Ask.fm ont fait écho à ceux des parents de Joshua Unsworth, un adolescent de Goosnargh en Angleterre, lui aussi cyber-harcelé sur ce site avant de se donner la mort. Le site a répondu en déclarant qu'il serait « heureux d'aider la police ».
L'enquête de police a révélé qu'Hannah Smith s'était en réalité envoyé à elle-même les messages d'insultes.
À la suite du suicide de Hannah Smith, le Premier ministre britannique, David Cameron, a appelé au boycott des sites encourageant l'anonymat qui selon lui pourrait mener au cyber-harcèlement. Plusieurs annonceurs et sponsors ont d'ores et déjà retiré tout partenariat avec Ask.fm, dont (parmi d'autres) Save the Children, eBay, BT, McDonald's, Phones 4U et Specsavers,. Vodafone a déjà cessé de faire de la publicité sur le site.

### En Belgique
En septembre 2014, les médias belges rapportent un nouveau cas de suicide à proximité de Namur en raison d'un supposé harcèlement sur le site ask.fm : Louise, 16 ans, avait échoué à l’école et n'aurait pas supporté le harcèlement dont elle était victime sur ask.fm.